# مانويل كويزون

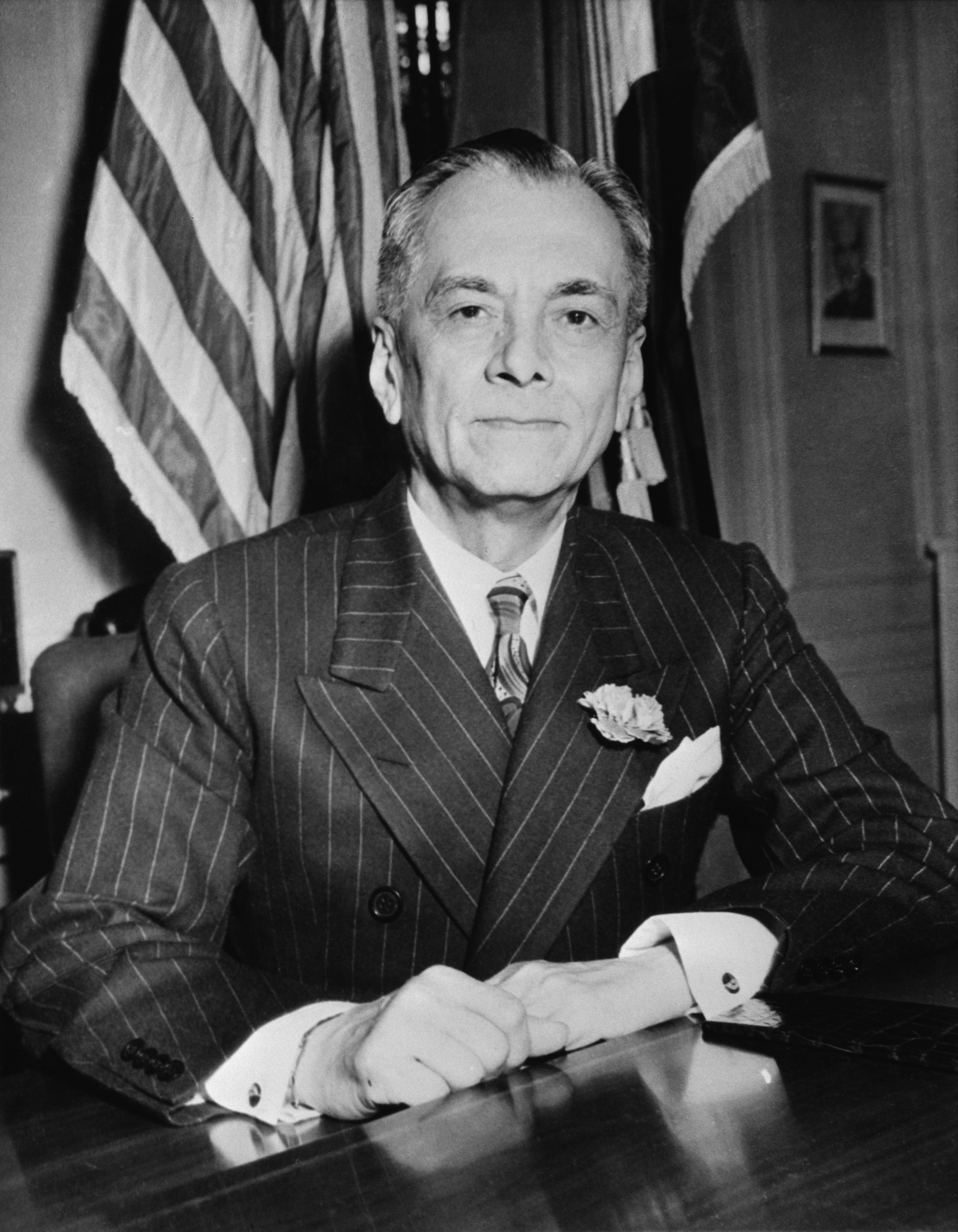
مانويل كويزون

مانويل لويس كويزون (بالإنجليزية: Manuel Luis Quezon y Molina، عاش ما بين 19 أغسطس 1878 إلى 1 أغسطس 1944 م) أول من شغل منصب رئيس الكومنولث الفلبيني من عام 1935 م
حتى وفاته وهو الرئيس الثاني للفلبين، وفي عام 1934 م أشرف على قانون استقلال الفلبين الذي أقره الكونغرس الأمريكي لإنشاء الكومنولث الفلبيني وفي العام التالي انتخب كويزون رئيسا. وعندما اجتاح اليابانيون الفلبين في عام 1941 م اضطر كويزون للانسحاب إلى كوريجدور وهرب بغواصة في عام 1942 م وشكل حكومة في المنفى بالولايات المتحدة وفي عام 1944 م مات بمرض السل في نيويورك. أعيد جثمانه إلى الفلبين ودفن في مدينة كويزون التي أطلق اسمه عليها تكريما له.
ولد مانويل لويس كويزون في مدينة بالر الواقعة على الساحل الشرقي. كان والداه مدرسين درس في مدارس الدومينيكان في مانيلا حيث تخرج متخصصا في القانون وانضم إلى الجيش الثوري الذي حارب لنيل الاستقلال
ضد حكام الفلبين الإسبان أولا ثم ضد الولايات المتحدة وأصبح مساعدا للقائد الثوري الجنرال أميليو أجينالدو
وسجن بسبب الدور الذي قام به في الانتفاضة.
وفي عام 1905 م خاض كويزون الانتخابات بنجاح لشغل منصب حاكم مقاطعة وفي عام 1907 م انتخب عضوا بأول جمعية فلبينية وطنية وقد ساعد في إنشاء حزب الناسيونا ليستا الذي أصبح الحزب المسيطر طوال الفترة من 1906 إلى 1915 م وشغل كويزون منصب المندوب الفلبيني في الكونغرس الأمريكي. وفي عام 1916 م أقر قانون إنشاء مجلس شيوخ فلبيني وأصبح كويزون رئيسه وظل يشغل هذا المنصب حتى عام 1934 م عندما تم انتخابه رئيسا لحكومة الكومنولث الفلبيني حديثة التكوين.

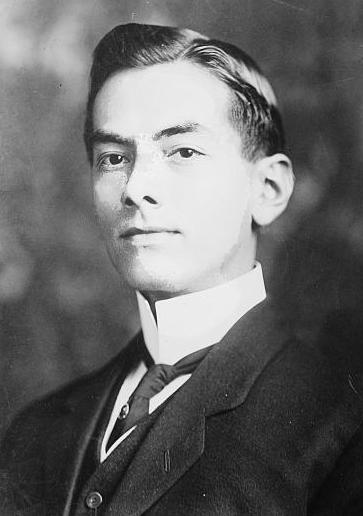
كويزون كمفوض مقيم.

## حياته المهنية في الكونغرس

### مجلس النواب (1907- 1916)
في عام 1907، انتخب كويزون ليمثل دائرة تاياباس الأولى في أول تآلف فلبيني، وفيه شغل منصب زعيم ردهة الأغلبية ورئيسًا للجنة القوانين ولجنة مخصصات. وفي الفترة الممتدة بين 1909 و1916، عمل كويزون كمفوض مقيم للفلبين –إلى جانب زميل آخر- في مجلس النواب الأمريكي، حيث عمل على تمرير قانون الحكم الذاتي الفلبيني أو قانون جونز.

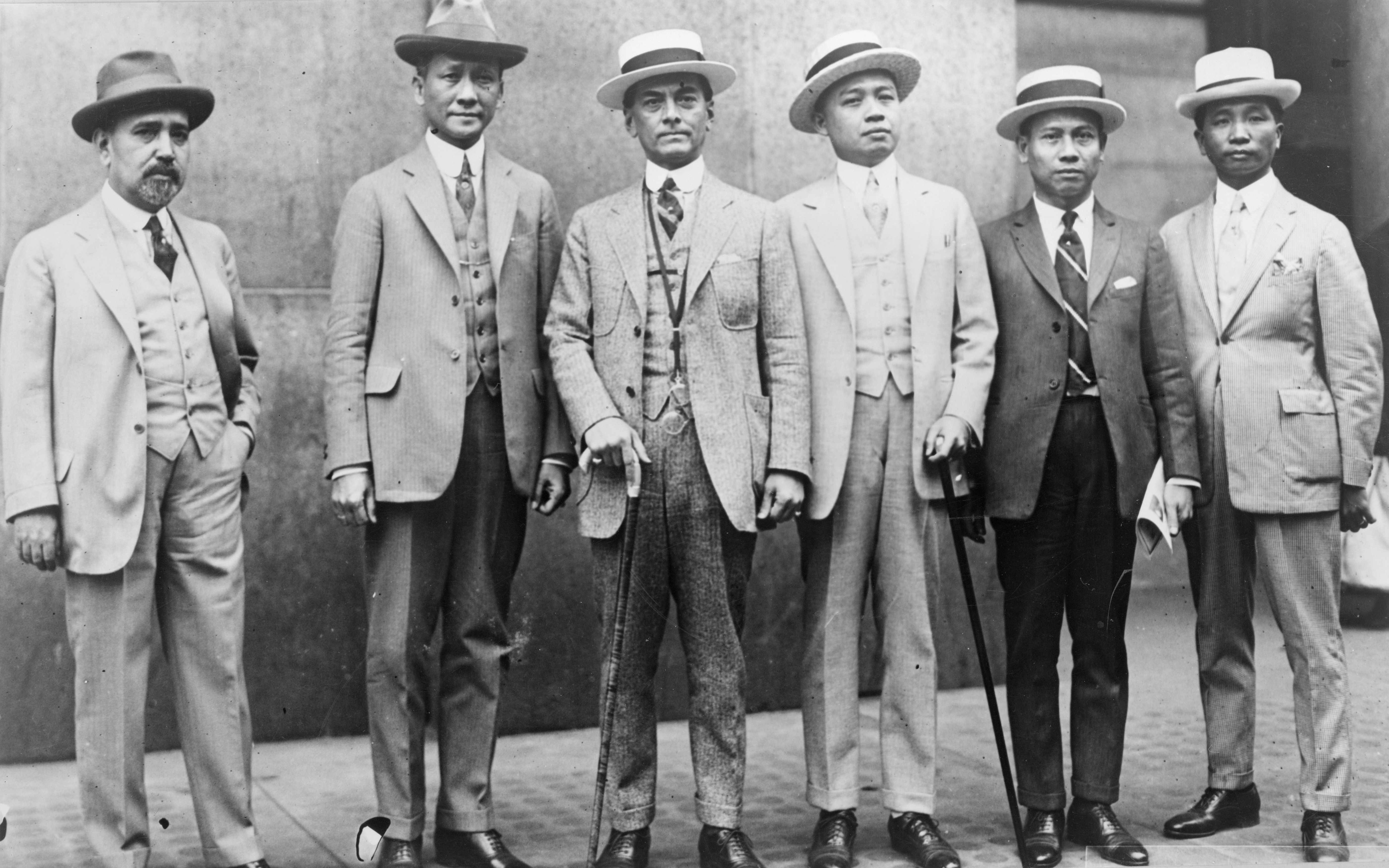
رئيس مجلس الشيوخ كويزون (الثالث من اليسار) مع ممثلين من بعثة استقلال الفلبين في عام 1924.

### مجلس الشيوخ (1916- 1935)
عاد كويزون إلى مانيلا عام 1916، حيث شغل منصب سيناتور الدائرة الخامسة في مجلس الشيوخ بعد انتخابه. لاحقًا، اختاره أقرانه رئيسًا لمجلس الشيوخ، وهو منصب شغله حتى عام 1935 (19 عام متتالي). كانت هذه أطول فترة خدمة في التاريخ، إلى أن شغل المنصب زميله الأصغر من تاياباس، السناتور لورينزو تانيادا، أربع فترات متتالية (24 عام من 1947 إلى 1972). ترأس كويزون أول بعثة مستقلة إلى الكونغرس الأمريكي في عام 1919، وحصل على إقرار قانون تايدينغز-مكدوفي في عام 1934. في عام 1922، أصبح كويزون قائدًا لتحالف الحزب القومي.

## الرئاسة

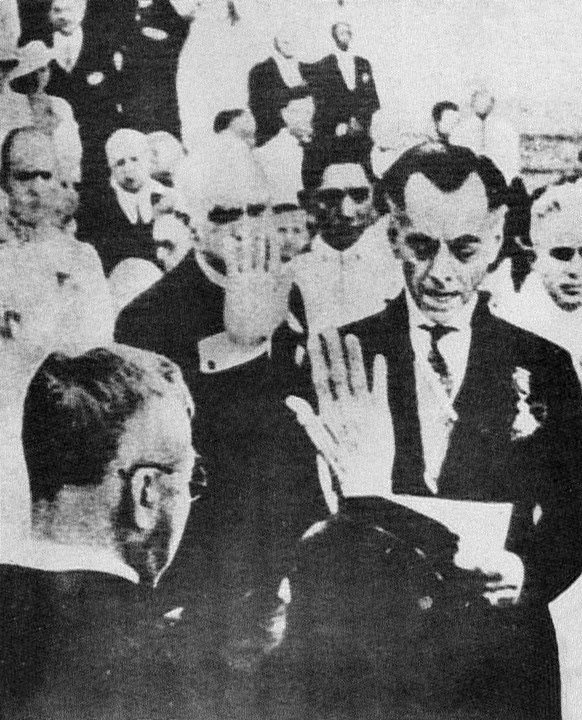
تنصيب مانويل كويزون رئيسًا للكومنولث الفلبيني لأول مرة على درجات المبنى التشريعي في مانيلا بتاريخ 15 نوفمبر 1935.

### الفترة الأولى (1935- 1941)

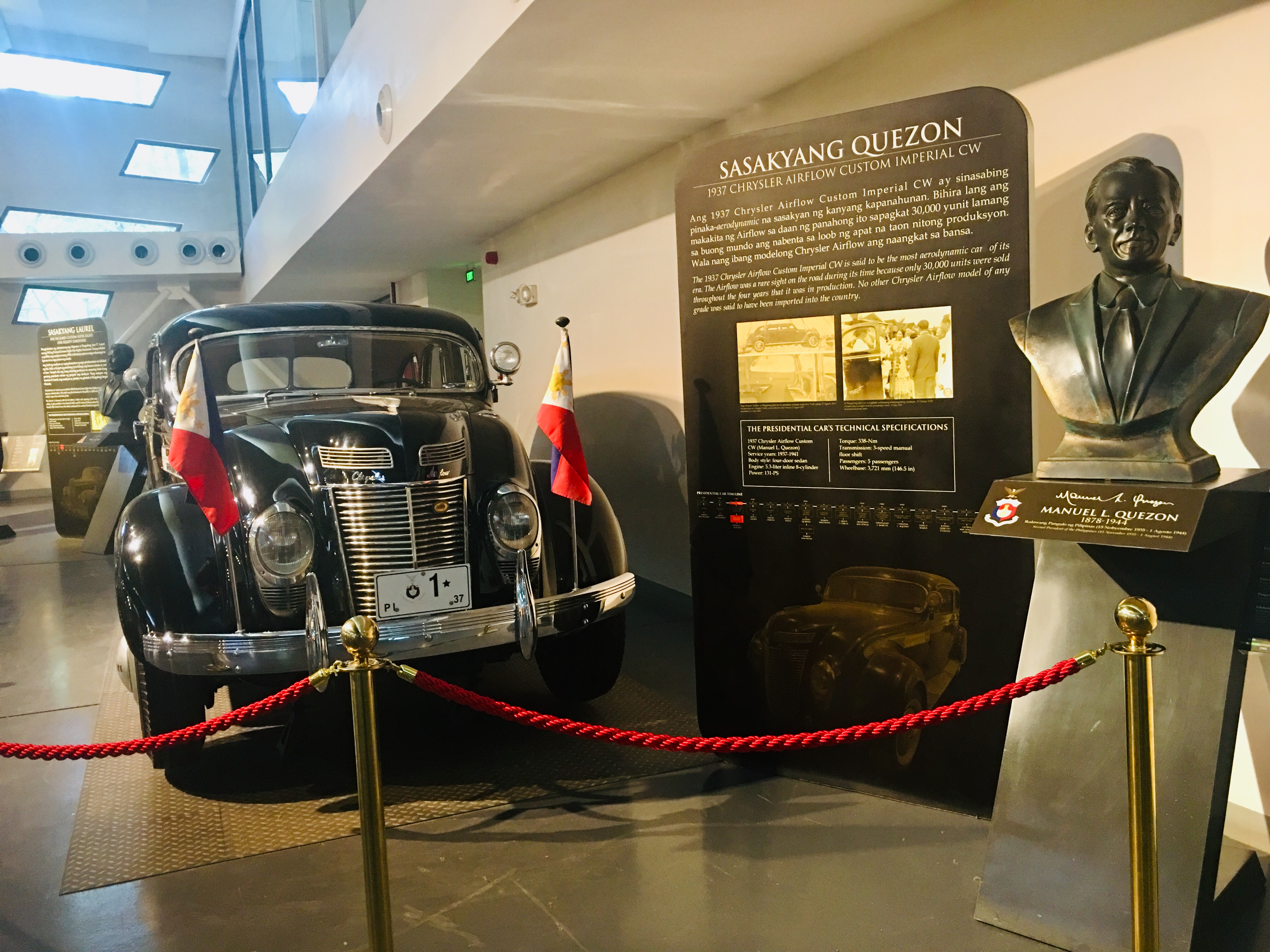
السيارة الرئاسية لمانويل لويس كويزون معروضة في متحف السيارات الرئاسي.

في عام 1935، فاز كويزون بأول انتخابات رئاسية وطنية في الفلبين تحت راية الحزب القومي. حصل كويزون على 68٪ تقريبًا من الأصوات ضد منافسيه الرئيسيين: إميليو أغينالدو وغريغوريو أغليباي. نصب كويزون رئيسًا في نوفمبر 1935، ليكون ثاني رئيس للفلبين. ولكن في يناير 2008، قدم النائب رودولفو فالنسيا -من مقاطعة أورينتال ميندورو- مشروع قانون يسعى إلى اعتبار الجنرال ميغيل مالفار الرئيس الثاني للفلبين؛ حين حكم بعد أغينالدو مباشرةً في عام 1901.

#### الإدارة ومجلس الوزراء
المناصب 1935-1941
| المنصب                                           | الوزير                 | تاريخ التعيين  | تاريخ ترك المنصب | الحزب  |
| الرئيس                                           | الرئيس مانويل كويزون   | 1935           | 1941             | القومي |
| نائب الرئيس                                      | سيرجيو أوسمانيا        | 1935           | 1941             | القومي |
| وزير الزراعة والتجارة                            | بينينو أكينو           | 1938           | 1940             | القومي |
| وزير الزراعة والتجارة                            | رافائيل ألونان         | 1940           | 1941             |        |
| وزير التوجيه العام                               | سيرجيو أوسمانيا        | 15 نوفمبر 1935 | 18 أبريل 1939    | القومي |
| وزير التوجيه العام                               | خورخي بوكوبو           | 19 أبريل 1939  | 22 يناير 1941    |        |
| وزير المالية                                     | إلبيديو ريفيرا كويرينو | 15 نوفمبر 1935 | 18 فبراير 1936   | القومي |
| وزير المالية                                     | أنطونيو دي لاس ألاس    | 18 فبراير 1936 | 15 نوفمبر 1938   |        |
| وزير المالية                                     | مانويل روكساس          | 26 نوفمبر 1938 | 28 أغسطس 1941    | القومي |
| وزير المالية                                     | سيرافين مارابوت        | 28 أغسطس 1941  | 29 ديسمبر 1941   |        |
| وزير الداخلية                                    | إلبيديو ريفيرا كويرينو | 1935           | 1938             | القومي |
| وزير الداخلية                                    | رافائيل ألونان         | 1938           | 1940             |        |
| وزير العدل                                       | خوسيه يولو             | 15 نوفمبر 1935 | نوفمبر 1938      | القومي |
| وزير العدل                                       | خوسيه عباد سانتوس      | 5 ديسمبر 1938  | 16 يوليو 1941    |        |
| مفوض العدل                                       | تيوفيلو سيسون          | 18 يوليو 1941  | نوفمبر 1941      | القومي |
| وزير الأشغال العامة والاتصالات                   | ماريانو خيسوس كوينكو   | 1935           | 1941             | القومي |
| وزير الدفاع الوطني                               | تيوفيلو سيسون          | 1939           | 1941             | القومي |
| وزير الدفاع الوطني                               | سيرافين مارابوت        |                | 1941             |        |
| وزير الدفاع الوطني                               | باسيليو فالديز         |                | 23 ديسمبر 1941   |        |
| وزير العمل                                       | خوسيه أفيلينو          | 1935           | 1938             | القومي |
| وزير العمل                                       | هيرمانغيلدو فيلانويفا  | 1938           | 1939             | القومي |
| وزير العمل                                       | سوتيرو بالويوت         | 1939           | 1941             | القومي |
| سكرتير الرئيس                                    | خورخي فارغاس           | 1935           | 1941             |        |
| المدقق العام                                     | خايمي هيرنانديز        | 1935           | 1941             |        |
| مفوض الميزانية                                   | سيرافين مارابوت        | 1935           | 1941             |        |
| مفوض الخدمة المدنية                              | خوسيه جيل              | 1935           | 1941             |        |
| المفوض المقيم للفلبين في كونغرس الولايات المتحدة | كوينتن باريديس         | 1935           | 1938             | القومي |
| المفوض المقيم للفلبين في كونغرس الولايات المتحدة | خواكين ميغيل إليزالدي  | 1938           | 1941             |        |

#### مناصب المحكمة العليا
منح قانون إعادة التنظيم الرئيس كويزون سلطة تعيين أول حكومة فلبينية صرفة في عام 1935. في الفترة الممتدة بين 1901 و1935، كان رئيس القضاة فلبيني دائمًا، ولكن معظم أعضاء المحكمة العليا أمريكيين. لم تكتمل عملية الفلبنة إلى أن تأسس الكومنولث الفلبيني في عام 1935. كان كلارو ريكتو وخوسيه لوريل من أوائل الأشخاص الذين أوكلهم كويزون ليحلوا محل القضاة الأمريكيين. ارتفع عدد أعضاء المحكمة العليا لتضم 11 عضو: رئيس قضاة وعشرة قضاة مساعدين، يجلسون للحكم سويةً أو على قسمين -ضمن كل قسم خمسة أعضاء.
- رامون أفانسينا – 1935 (رئيس القضاة) -1935- 1941.
- خوسيه عباد سانتوس- 1935.
- كلارو ريكتو: 1935- 1936.
- خوسيه لوريل- 1935.
- خوسيه عباد سانتوس (رئيس القضاة): 1941- 1942.

#### إعادة تنظيم الحكومة
بدأ الرئيس كويزون في إعادة تنظيم الهيئات الحكومية، تلبيةً لمطالب الحكومة الحديثة وامتثالًا لأحكام قانون تايدينغز-مكدوفي، فضلًا عن متطلبات الدستور، والتزامًا بوعده: «سنهتم بالحكومة أكثر من الأهداف السياسية». ولهذه الغاية، أنشأ مجلس الاستفتاء الحكومي لدراسة المؤسسات القائمة، ووضع التوصيات اللازمة بالتزامن مع الظروف المتغيرة.
شوهدت النتائج الأولى بعد إصلاح الإدارة التنفيذية. خلال ذلك، دمجت بعض المكاتب والدوائر مع بعضها البعض أو ألغيت تمامًا، وأنشئت -في المقابل- مكاتب ودوائر جديدة أخرى. أمر الرئيس كويزون بنقل الشرطة الفلبينية من وزارة الداخلية إلى وزارة المالية. شملت إصلاحات الإدارات التنفيذية تعديل في الوظائف أو إضافة مسؤوليات جديدة، وهذا تضمن إصلاحات تتعلق بالدفاع الوطني والزراعة والتجارة والأشغال العامة والاتصالات والصحة والرفاهية العامة.  
أنشئت مكاتب ومجالس جديدة إما بأمر تنفيذي أو بالاعتماد على الإجراء التشريعي المناسب، وذلك تماشيًا مع المتطلبات الأخرى التي فرضها الدستور. شمل ذلك: إنشاء مجلس الدفاع الوطني ومجلس الإغاثة الوطنية ولجنة مينداناو وسولو ومجلس استئناف الخدمة المدنية.

#### برنامج العدالة الاجتماعية
تعهد الرئيس كويزون بتحسين أوضاع الطبقة العاملة الفلبينية والاستفادة من المذاهب الاجتماعية للبابا ليون الثالث عشر والبابا بيوس الحادي عشر والأطروحات الموثوقة لعلماء الاجتماع الرائدين في العالم. وفي هذا الشأن، أنشأ كويزون برنامج حازم للعدالة الاجتماعية، وباشر به من خلال تدابير وتشريعات تنفيذية مناسبة حصل عليها بالاعتماد على الجمعية الوطنية. 
وهكذا، أنشئت محكمة العلاقات الصناعية للتوسط في النزاعات القائمة في ظل ظروف معينة؛ بهدف تقليل الإضرابات ومشاكل الإغلاق. خلال ذلك، سن قانون الحد الأدنى للأجور، بالإضافة إلى قانون ينص على أن تكون مدة يوم العمل ثماني ساعات وقانون إيجار للمزارعين الفلبينيين. تضمنت الإجراءات الأخرى استحداث منصب محامي المساعدة القضائية لمساعدة الفقراء في الدعاوى القضائية.
أجاز قانون الكومنولث رقم 20 لكويزون بدء إجراءات نزع الملكية و/ أو الحصول على عقارات كبيرة لإعادة بيعها بتكلفة رمزية وبشروط ميسرة للمستأجرين؛ ما يمكنهم من امتلاك الكثير بالإضافة لمنزل خاص بهم. بموجب هذا القانون، استحوذت حكومة الكومنولث على ملكية بوينافيستا. أطلق كويزون أيضًا نظام تعاوني للزراعة بين مالكي العقارات المقسمة؛ للتخفيف من حالتهم وتزويدهم بمكاسب أكبر. 
خلال ذلك، أظهر كويزون رغبة جادة في متابعة التفويض الدستوري المتعلق بتعزيز العدالة الاجتماعية.

## معرض صور

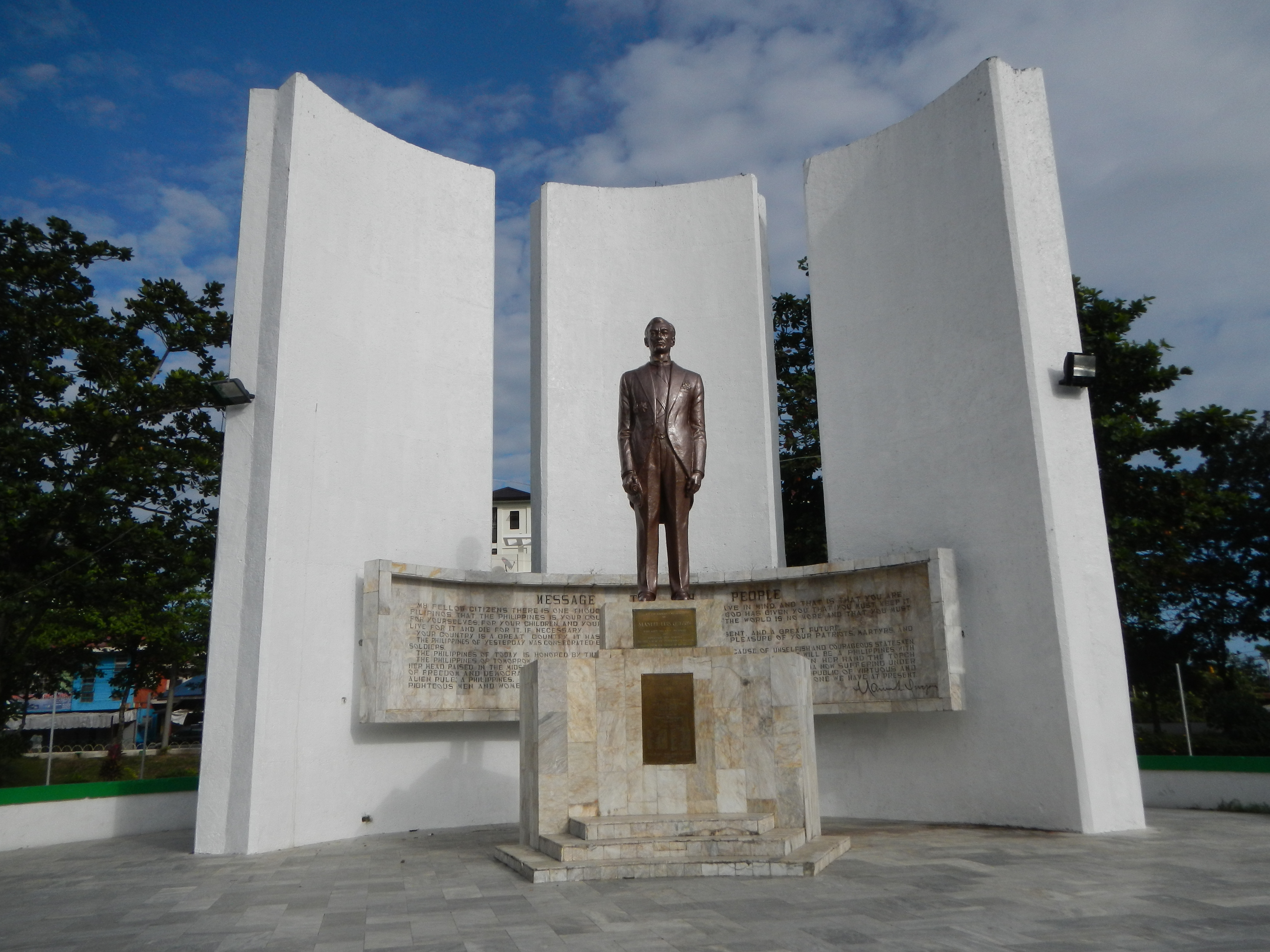
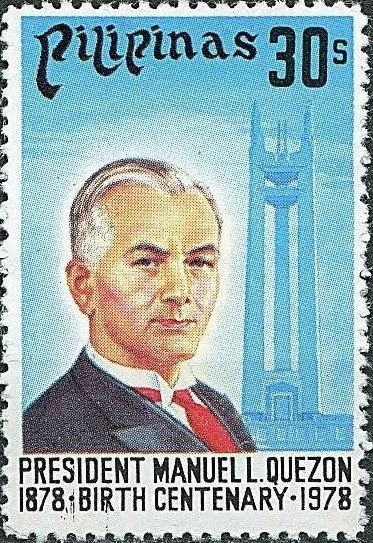
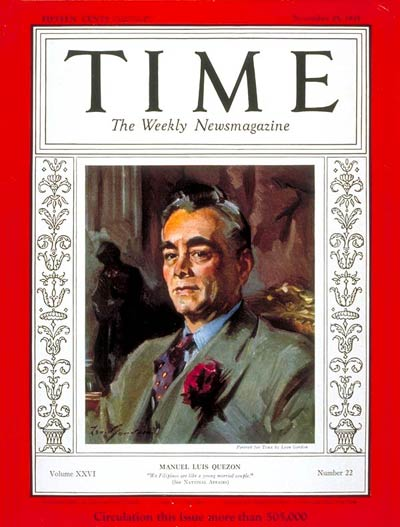
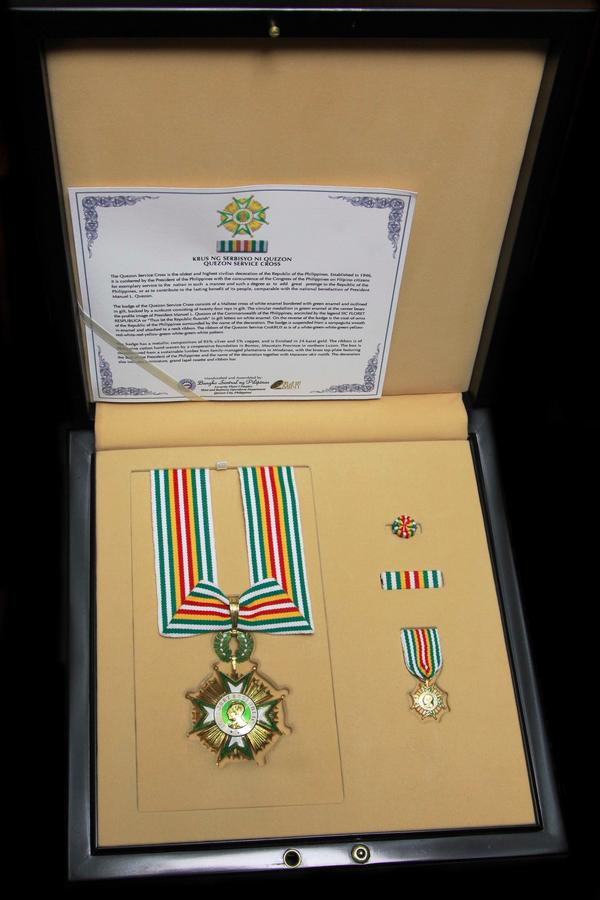

## روابط خارجية
- مانويل كويزون على موقع الموسوعة البريطانية (الإنجليزية)
- مانويل كويزون على موقع إن إن دي بي (الإنجليزية)
- مانويل كويزون على موقع أوليمبيديا (الإنجليزية)